# Agnes Grey

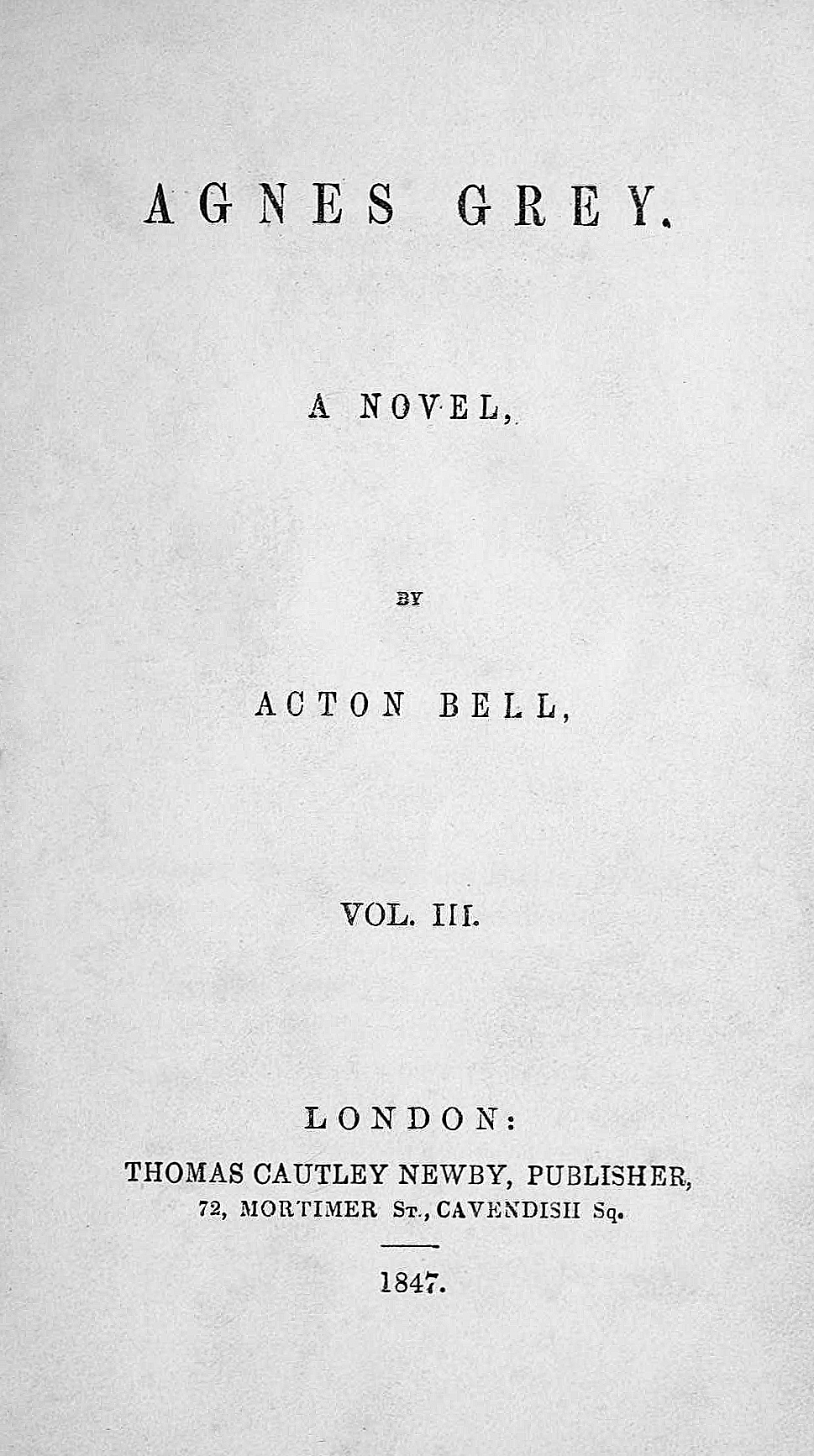
Strona tytułowa powieści Agnes Grey z 1847 roku z widocznym pseudonimem „Acton Bell”

Agnes Grey – powieść angielskiej pisarki Anne Brontë opublikowana w 1847 pod pseudonimem Acton Bell jako trzeci tom wraz z powieścią Wichrowe Wzgórza Emily Brontë. Pisarka wykorzystała w niej własne doświadczenia zawodowe z pracy w charakterze guwernantki.
Powieść zalicza się do klasycznych pozycji dziewiętnastowiecznej literatury angielskiej. Kreacja głównej bohaterki najprawdopodobniej wpłynęła na postać tytułową w powieści Charlotte Brontë Dziwne losy Jane Eyre. Irlandzki pisarz George Augustus Moore wyraził się o powieści, że jest „simple and beautiful as a muslin dress.” (pl. prosta a piękna jak muślinowa sukienka).
Powieść ukazała się po polsku w przekładzie Magdaleny Hume.